# Ulica Witolda w Radomiu
Ulica Witolda w Radomiu – ulica w Radomiu w dzielnicy Śródmieście.
Ulica Witolda biegnie od ul. Stefana Żeromskiego do Placu Jagiellońskiego. Zalicza się do kategorii dróg gminnych. Ma długość około 275 metrów. W przeszłości ulica nosiła nazwy Środkowa i Sporna.

## Architektura
Rejestr zabytków
W rejestrze zabytków Narodowego Instytutu Dziedzictwa znajdują się poniższe obiekty położone przy ulicy Witolda:
- nr 2 (Żeromskiego 23) – dom, koniec XI w.
- nr 9 – dom, 2. poł. XIX w.
- nr 10 – kamienica
- ul. Witolda / ul. Żeromskiego 21 – dom narożny, koniec XIX w.

Gminna ewidencja zabytków
Do Gminnej Ewidencji Zabytków Miasta Radomia, oprócz obiektów z rejestru zabytków, wpisane są też budynki.
- nr 13 – dom murowany, 1910
- nr 15 (Pl. Jagielloński 3) – dom murowany, 1910